# Osteopenia
Osteopenia é uma condição fisiológica característica pela diminuição da densidade mineral, principalmente de cálcio e fósforo dos ossos, precursora da osteoporose. Classifica-se osteopenia quando a massa óssea é de 10% a 25% menor que a considerada normal. Mais do que isso, classifica-se como osteoporose.
A perda óssea na doença periodontal é um problema complexo para qual convergem as atenções de crítica, análise e síntese do profissional, pois implica determinação de sua etiologia, sua extensão e, consequentemente, do tipo de tratamento a ser aplicado.
Um dos objetivos específicos do tratamento periodontal é paralisar a perda óssea, pois a sua progressão conduz a danos irreparáveis e à perda do dente.

## Conceito
A perda óssea na doença periodontal comum não é uma doença ou entidade, mas uma componente que surge em conseqüência da ação de fatores etiológicos locais  e sistêmicos sobre o osso alveolar. Não representa uma doença óssea especificamente, pois o osso não se encontra infectado, nem é um processo de necrose. A perda óssea é, portanto, de natureza vital, exige vivas e é marginal

## Etiologia
Os fatores que estão relacionados com à perda óssea são: extensão do processo inflamatório, trauma oclusal e condições sistêmicas.
No primeiro caso temos a causa comum de perda óssea: é o tipo freqüentemente observado na doença periodontal comum. A extensão da inflamação, através da estimulação por toxinas e pressão dos fluidos inflamatórios, propicia um desequilíbrio osteoblasto-osteoclasto, resultando numa osteopenia, O aumento da reabsorção é uma característica da periodontite.
No segundo caso pode ocorrer uma primariamente por trauma ou associação á inflamação, quando constitui juntos, trauma e inflamação, fatores codestrutivos, o primeiro atuando no periodonto de inserção e o segundo, no periodonto marginal.

## Condições sistêmicas
No terceiro caso podemos considerar que, teoricamente, a perda óssea metabólica estaria sujeita a aumento da reabsorção hiperparatiroidismo; osteoporose - má formação da matriz orgânica: falta de estrógenos e de andrógenos, diabete melito, avitaminose C, hipercorticoidismo, acromegalia; e osteomalacia - mineralização deficiente da matriz orgânica: absorção deficiente de cálcio, insuficiência renal.
Se a osteopenia é diagnosticada no primeiro exame, isso não indica que esteja necessariamente ocorrendo perda de osso; pode ser que o pico de massa óssea por alguma razão, inclusive genética, seja abaixo do ótimo. Mas um diagnóstico de osteopenia deve ser visto como uma oportunidade de se procurar proteger a estrutura óssea.

## Prevenção
As pessoas com osteopenia devem procurar prevenir uma perda de massa óssea futura. Uma alimentação rica em cálcio, ingestão adequada de vitamina D, exercícios, evitar fumo e consumo excessivo de bebidas alcoólicas são fundamentais a saúde do osso. O uso de medicamentos pode ser necessário, dependendo da avaliação médica.